# Lennart Bodström
Ture Lennart Bodström, född 20 april 1928 i Oscar Fredriks församling i Göteborg, död 30 april 2015 i Högalids församling i Stockholm, var en svensk politiker (socialdemokrat), diplomat och fackföreningsman. Han var ordförande för Tjänstemännens centralorganisation (TCO) 1970–1982, utrikesminister 1982–1985 och utbildningsminister 1985–1989. Slutligen var han svensk ambassadör i Oslo 1989–1993.

## Bakgrund och familj
Lennart Bodström var son till typografen Ture Bodström och Elsa Bodström, ogift Dunér. Han gifte sig 1957 med filosofie magister Vanja Rundgren (1927–2017), dotter till direktören Sven Rundgren och Ruth Enander. Han var far till Cecilia Bodström (född 1958), Thomas Bodström (född 1962) och Anders Bodström (född 1964).

## Biografi
Bodström blev politices magister vid Göteborgs högskola 1953, filosofie licentiat vid Uppsala universitet 1961 och var extra universitetslektor vid Statsvetenskapliga institutionen på Uppsala universitet 1961–1963. Under sin studietid i Uppsala var Bodström aktiv i Södermanlands-Nerikes nation, där han 1957 var nationens förste kurator och sedermera blev installerad som hedersledamot 1982. Han tjänstgjorde på TCO, först som utredningssekreterare 1964–1966 och biträdande direktör 1966–1970 och slutligen som organisationens ordförande 1970–1982. Efter socialdemokraternas valseger 1982 blev Bodström utrikesminister och kvarstod på denna post till 1985. Han var utbildningsminister 1985–1989 och ambassadör i Oslo 1989–1993. 
Bodström var även ordförande i SFS 1959, ledamot i Studiesociala utredningen 1959–1963, ledamot i AMS 1970–1982, styrelseledamot i CSN 1964–1970, UKÄ 1970–1976, styrelseledamot i RESO 1970–1972, medlem av Eftas rådgivande kommitté 1970–1982 samt styrelseledamot i 3:e AP-fonden 1976–1982.

### Bodströmaffären
Utrikesminister Bodström blev 1984 huvudpersonen i den så kallade Bodströmaffären. Journalister från TT, Dagens Nyheter och Svenska Dagbladet hävdade att Bodström vid en pressträff i informella ordalag hade förnekat att det skett några ubåtskränkningar efter incidenten vid Hårsfjärden 1982. Palme och Bodström dementerade att något sådant hade sagts, och Bodström menar i sin självbiografi (2001) att han aldrig uttalat sig på det viset. Han ansåg, till skillnad från ubåtskommissionen och till skillnad från Sveriges officiella hållning vid denna tid, att det inte fanns tillräckliga bevis för att utpeka Sovjetunionen som ansvariga för ubåtskränkningarna; liknande synpunkter har senare framförts av Thage G Peterson i hans memoarbok Resan till Mars och av Ingvar Carlsson.
Ord stod mot ord ifråga om Bodströms uttalanden, men affären ledde till att de borgerliga partierna i riksdagen begärde en misstroendeomröstning mot honom. En sådan genomfördes, men ledde till oppositionens nederlag med röstsiffrorna 182–160. Detta var den första, och fram till 2015 enda, gången ett enskilt svenskt statsråd har ställts inför en misstroendeomröstning; några gånger har statsråd som har hotats av en sådan dock valt att avgå dessförinnan.

## ”Bodströmdoktrinen”
Den utrikespolitiska doktrin som tillämpades under Bodströms tid som utrikesminister har kommit att kallas för ”Bodströmdoktrinen”. I den gjordes tydlig skillnad mellan ett lands politiska konstruktion, som Bodström ansåg att Sverige inte bör kritisera, och enskilda händelser, som han däremot ansåg att Sverige har rätt att fördöma. Doktrinen kan sammanfattas i följande uttalande av Bodström i Svenska Dagbladet 7 november 1982, i samband med att oppositionen ville utreda huruvida det förekom tvångsarbete i Bai Bang:
| ” | Sverige bör inte kritisera andra länder på grund av deras politiska konstruktion. Vi har att uppfatta staterna sådana som de är. Det måste vara deras sak att bestämma sina egna förhållanden. Någon allmän värdering av andra stater bör Sverige inte göra. | „ |

Även om Bodström var den som formulerade doktrinen hade han troligen inte fört fram dessa tankar utan stöd från statsminister Olof Palme. Per Ahlmark har i sin bok, utgiven av Timbro, kritiserat Bodströmdoktrinen för att repressiva händelser är en konsekvens av det politiska systemet och för att det inte kommer fram rapporter om enskilda händelser från de värsta, mest slutna systemen.